# Alice Sabatini
Alice Sabatini (n. 12 octombrie 1996, Montalto di Castro) este o jucătoare de baschet și fotomodel, care a fost aleasă Miss Italia în 2015.

## Date biografice
Alice Sabatini a urmat școala în Montalto di Castro.
S-a născut și locuiește în Montalto di Castro (Provincia Viterbo). În 2013 a participat la concursul Miss Grand Prix, câștigând titlul „Miss Tisanoreica”.
Este jucătoare de baschet profesionist, jucând pentru clubul Santa Marinella Basket, în seria A2.
Este studentă la Facultatea de Chimie și Tehnologie Farmaceutică.